# Абрамсон, Джилл
Джилл Эллен Абрамсон (англ. Jill Ellen Abramson; род. 19 марта 1954, Нью-Йорк) — американский литератор и журналистка, в 2011—2014 годах главред «The New York Times», явилась первой женщиной в этой должности (работала там с 1997 года). Член Американского философского общества (2012). С 2014 года преподаёт в Гарварде. В 1988—1997 гг. работала в «The Wall Street Journal».
Окончила частную школу в Нью-Йорке. Получила высшее образование.
В 1973—1976 годах работала в «Time».
В 1977—1986 годах работала в «The American Lawyer».
Работала в «The New York Times» с 1997 года, в Вашингтонском бюро (возглавляла его с декабря 2000 года по июль 2003 года). До этого с 1988 года работала в «The Wall Street Journal».
С сентября 2011 года по май 2014 года главред (ответственный редактор) «The New York Times» (с августа 2003 года по август 2011 года являлась управляющим редактором). В Би-би-си её увольнение назвали бесцеремонным.
В 2012 году заняла пятое место в списке самых влиятельных женщин по версии «Forbes». Включалась в число 500 наиболее влиятельных людей мира по версии «Foreign Policy».
Член Американской академии искусств и наук (2001).
Автор Merchants of Truth (2019).
Замужем с 1981 года, двое детей.